# アントン (スーパーコンピュータ)

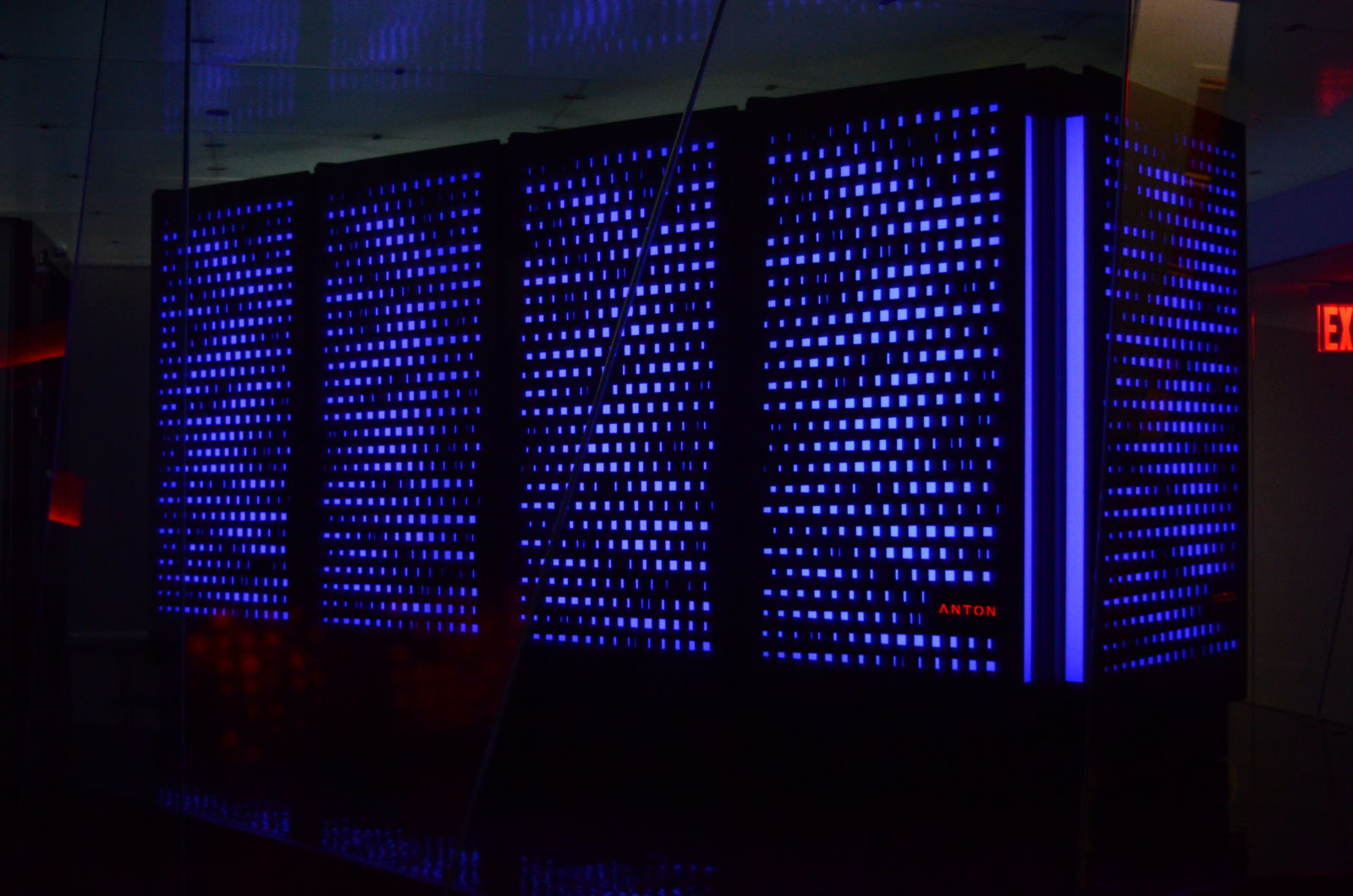
超並列スーパーコンピュータのアントンは、タンパク質をはじめとする生体高分子の分子動力学(MD)シミュレーションに特化したシステムである。

アントン（英: Anton）は、D. E. Shaw Researchによって開発された超並列スーパーコンピュータである。タンパク質など生体高分子の分子動力学シミュレーションに特化したシステムであり、多数の専用集積回路(ASIC)が、特殊な三次元トーラス状の高速通信ネットワークにより接続されている。
理研で開発されたMDGRAPE-3など、以前の分子動力学シミュレーション専用機ではASICと汎用プロセッサとを併用していたのに対し、アントンは計算のすべてをASICにより行う。
アントンのASICは、2つのサブシステムから構成されている。第一のサブシステム、high-throughput interaction subsystem (HTIS)で、静電相互作用とファンデルワールス力の計算の大部分が実行される。このサブシステムは、800 MHzで動作する32のモジュールにより構成されており、Systolic arrayに類する方式で完全にパイプライン化されている。第二のサブシステム、flexible subsystemにより、結合長などの局所的相互作用の計算や、長距離静電相互作用の算出に必要な高速フーリエ変換が実行される。このサブシステムには、Tensilica社製の4個の汎用コアと、ジオメトリーコアと呼ばれる8個のSIMDコアが含まれており、動作クロックは400 MHzである。
通信ネットワークは三次元トーラス状になっており、各々のチップが6つのノード間接続により、入出力バンド幅607.2ギガビット毎秒で結ばれている。各ノード間接続は、等価な2個の一方向リンクであり、それぞれのリンクが50.6ギガビット毎秒のバンド幅である。さらに、各一方向リンクは11のレーンから構成されており、各レーンは4.6ギガビット毎秒の差動ペアである。アントンにおけるネットワークのホップ単位レイテンシは50ナノ秒である。それぞれのASICにDRAMが接続されていることで、大規模なシミュレーションが可能となっている。
アントン1台（512ノード）の計算性能は、23,558原子からなるタンパク質と水の混合系に対して、1日あたり17マイクロ秒（＝17,000ナノ秒）のシミュレーションが実行可能である。比較として同様のシミュレーションを、数百から数千コアの一般的な並列コンピュータで行った場合、1日あたり数百ナノ秒程度となる。512ノードの初代アントンは2008年10月に稼働開始した。複数のPeta FLOPS級の分散コンピューティングプロジェクトであるFolding@homeは、アントン上での単一の連続シミュレーションの合計時間に匹敵する、同様の集合アンサンブルシミュレーションのタイムスケールを達成した。具体的には、2010年1月に1.5ミリ秒の長さを達成した。
アントンという名称は、アントニ・ファン・レーウェンフックに由来する。レーウェンフックは、当時としては高性能な顕微鏡を自作し、はじめて種々の微生物や細胞の観察を行った人物であり、しばしば「顕微鏡の父」と称される。
第2世代のアントン2では、4つの512ノードが搭載され、大幅な高速化と問題サイズの拡大が報告された。
アメリカ国立衛生研究所は、カーネギーメロン大学のピッツバーグスーパーコンピューティングセンターで、生物医学研究コミュニティのためのアントンをサポートしており、現在では (2020/8) アントン2システムで継続されている。